# Mihail Petroveanu
Mihail Petroveanu (n. 28 octombrie 1923, București, România – d. 4 martie 1977, București, România) a fost un critic și istoric literar român.
El a fost căsătorit cu poeta Veronica Porumbacu. Cuplul a murit în timpul cutremurului din 1977, în locuința din strada Bibliotecii (blocul în care se afla s-a prăbușit). 

## Opera
- Pagini critice, București, 1958;
- Tudor Arghezi, poetul, București, 1961;
- Profiluri lirice contemporane, București, 1963;
- Studii literare, București, 1966;
- George Bacovia, București, 1969;
- Traiectorii lirice, București, 1974.

### Traduceri
- Jules Verne, Copiii căpitanului Grant, București, 1950.